# باربرا غاسكين
باربرا غاسكين (بالإنجليزية: Barbara Gaskin)‏ هي مغنية وعازفة بيانو بريطانية، ولدت في 5 يونيو 1950 في هاتفيلد (هارتفوردشير) في المملكة المتحدة.

## وصلات خارجية
- الموقع الرسمي
- باربرا غاسكين على موقع IMDb (الإنجليزية)
- باربرا غاسكين على موقع ميوزك برينز (الإنجليزية)
- باربرا غاسكين على موقع إن إن دي بي (الإنجليزية)
- باربرا غاسكين على موقع ديسكوغز (الإنجليزية)